# Gyöngyösmellék
Gyöngyösmellék ist eine ungarische Gemeinde im Kreis Szigetvár im Komitat Baranya. Ungefähr ein Drittel der Bewohner zählt zur Volksgruppe der Roma.

## Geografische Lage
Gyöngyösmellék liegt 42 Kilometer südwestlich des Komitatssitzes Pécs und 10,5 Kilometer südwestlich der Kreisstadt Szigetvár. Nachbargemeinden sind Pettend, Kétújfalu und  Szörény.

## Geschichte
Im Jahr 1913 gab es in der damaligen Kleingemeinde 122 Häuser und 656 Einwohner auf einer Fläche von 1563  Katastraljochen. Sie gehörte zu dieser Zeit zum Bezirk Szigetvár im Komitat Somogy.

## Sehenswürdigkeiten
- 1848er-Denkmal
- Reformierte Kirche
- Römisch-katholische Kirche Szent József
- Millenniumsstele
- Wassermühle
- Weltkriegsdenkmal

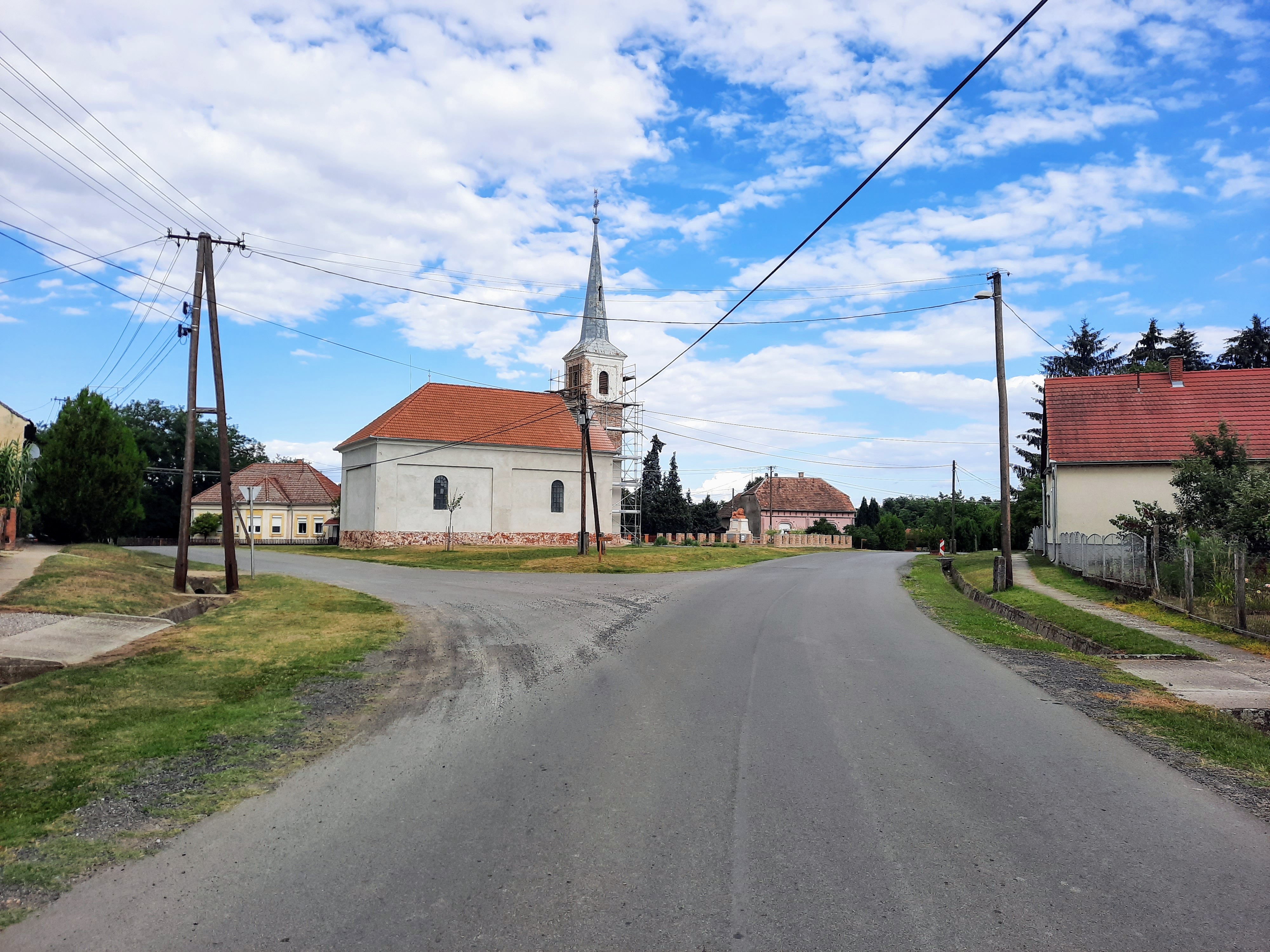
Blick auf die römisch-katholische Kirche Szent József
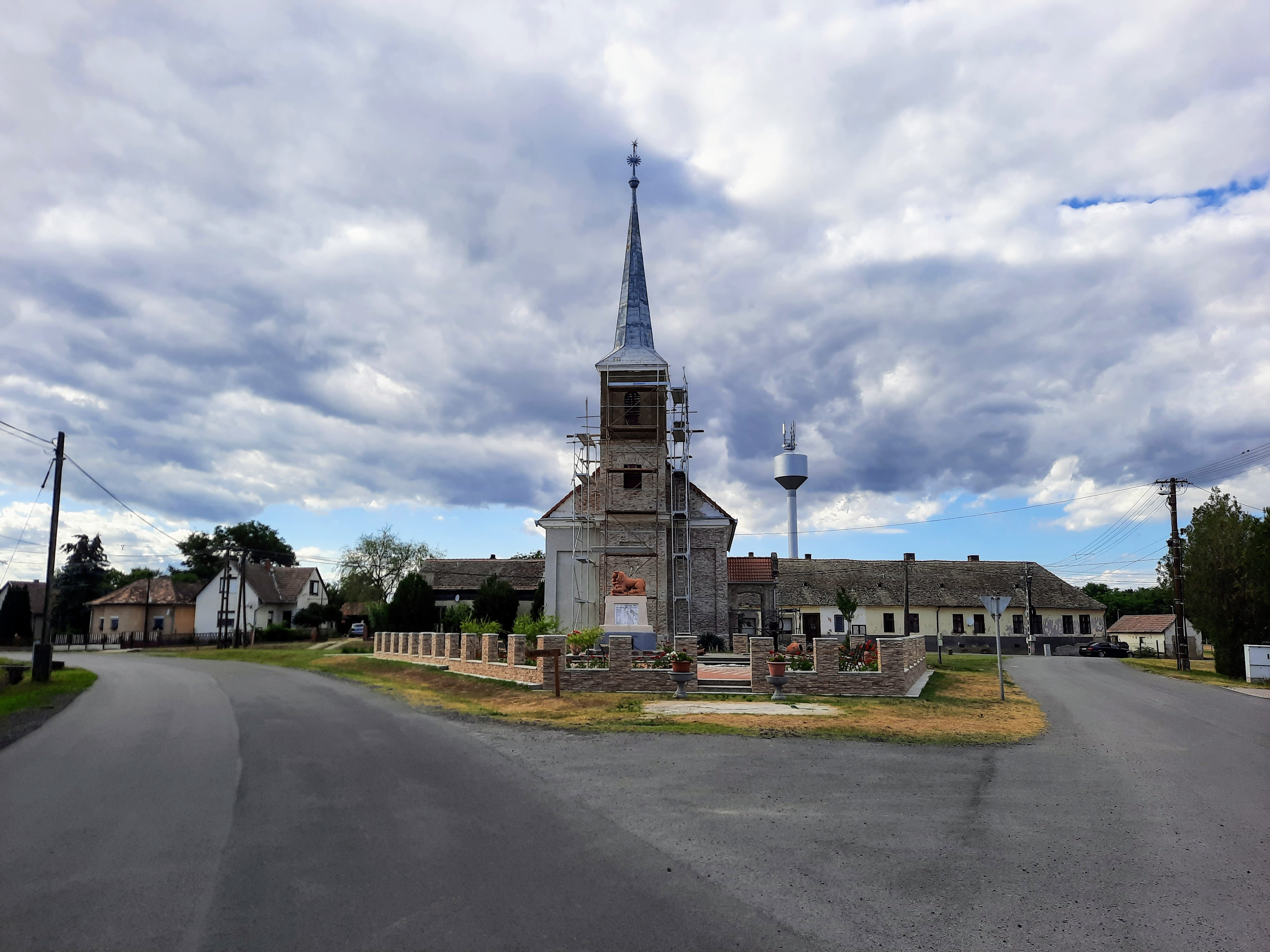
Blick auf die reformierte Kirche
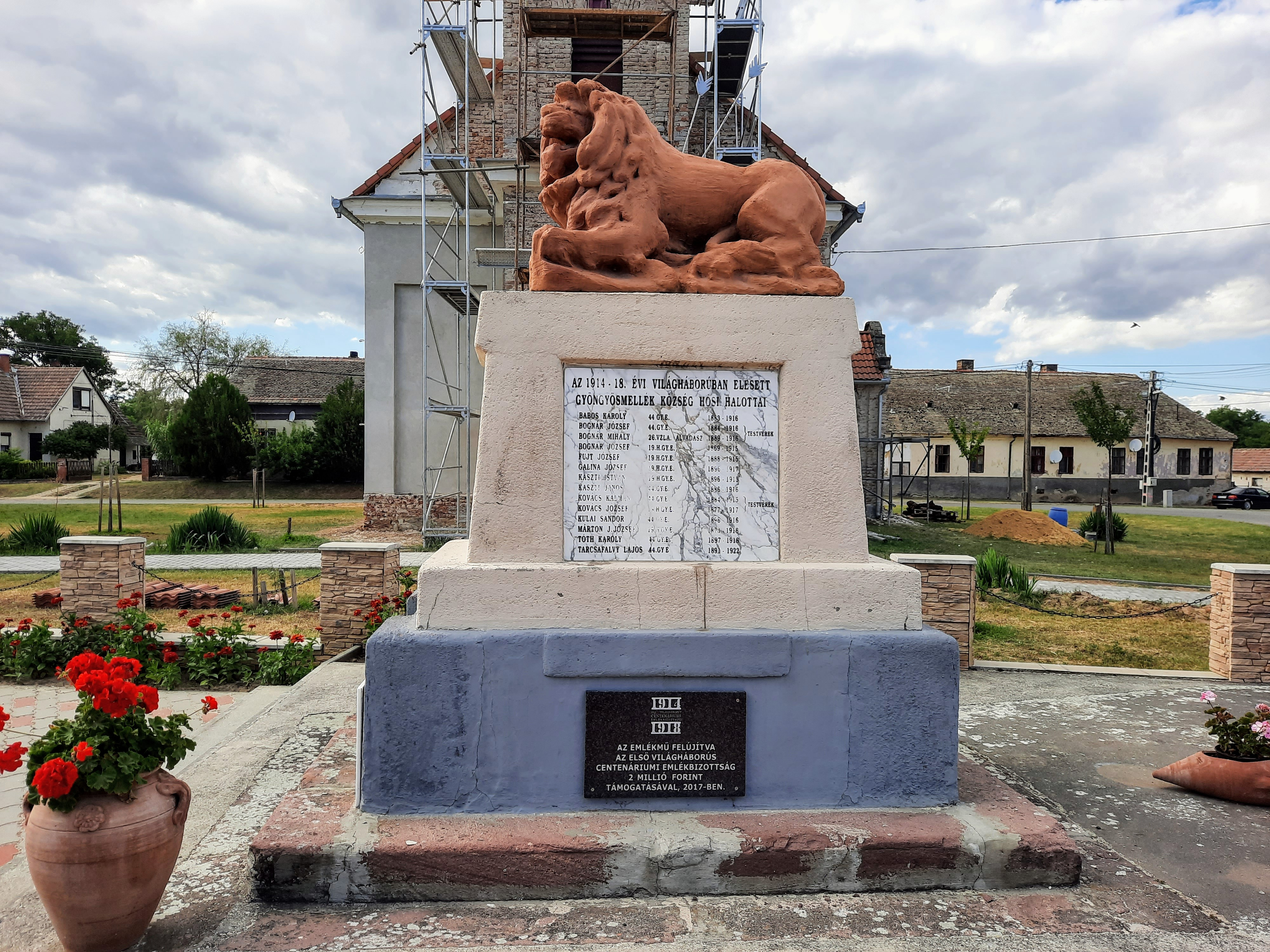
Weltkriegsdenkmal
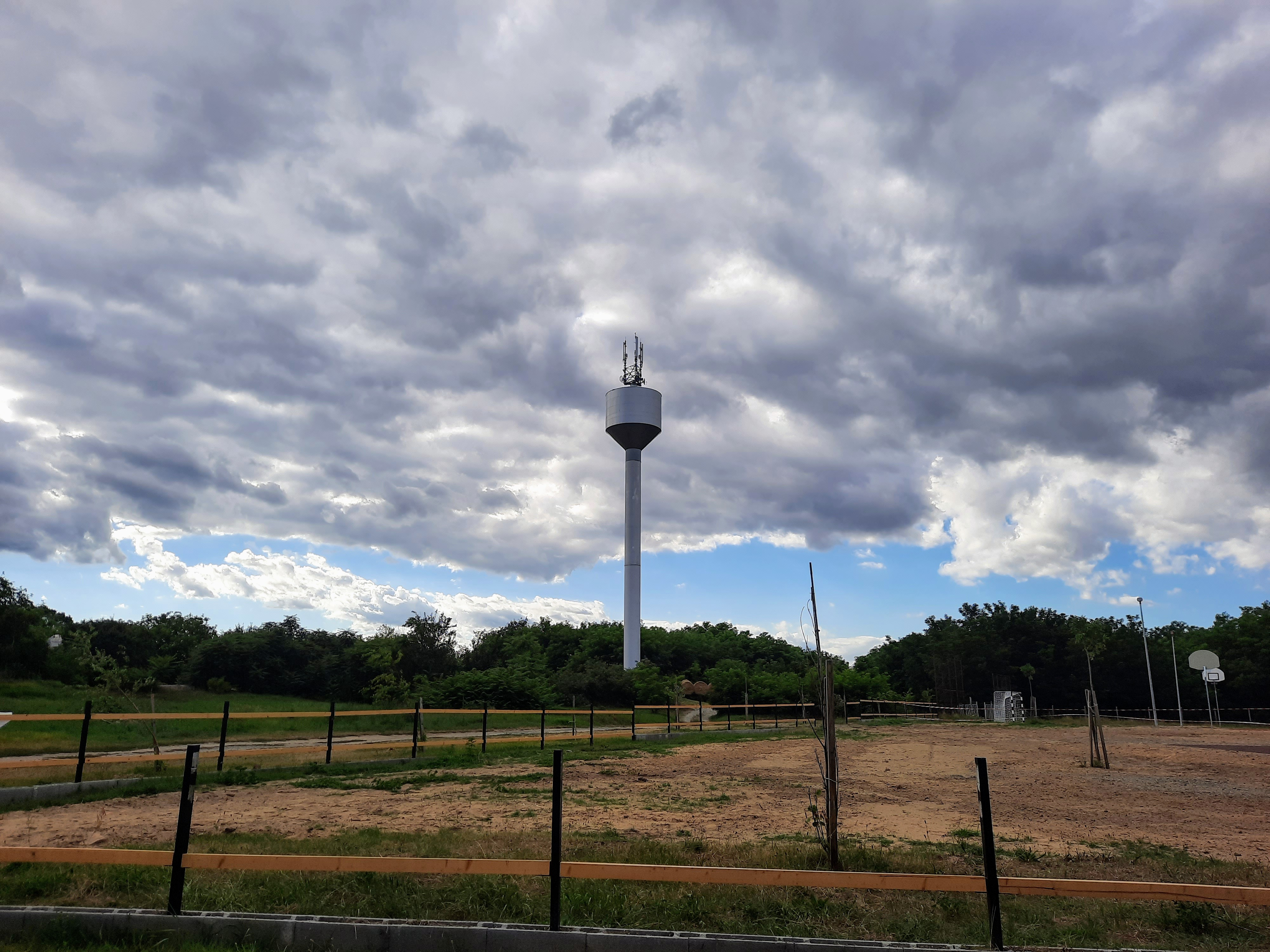
Wasserturm

## Verkehr
Gyöngyösmellék ist nur über die Nebenstraße Nr. 58142 zu erreichen. Es bestehen Busverbindungen über Kétújfalu und Teklafalu nach Endrőc sowie über Kétújfalu und Hobol nach Szigetvár, wo sich der nächstgelegene Bahnhof befindet.